# Paměťový proces
Paměťový proces se odehrává v mozku. Mozek v rámci metabolismu informací shromažďuje, zpracovává a uchovává informace – podněty zvnějšku i zevnitř. K těmto podnětům patří všechny vjemy, které nás obklopují. Ty jsou v mozku kódované jako elektrochemický signál.

## Stavební kameny mozku a synapse
Mozek tvoří dva typy buněk. Prvním typem jsou neurony. V těch se odehrávají základní nervové pochody, které vedou k vyšším psychickým funkcím včetně myšlení. Druhým typem je satelitní gliová buňka. Jsou pomocné, zajišťují bezproblémový chod metabolismu neuronů. Jsou nezbytné pro správné fungování mozku. Například pohlcují draslíkové ionty z mimobuněčných prostor, čímž uvolňují cestu novým podnětům a stimulům. Neuronů v mozku máme 10 až 15 miliard, vyživovacích gliových buněk je zhruba 10× více, 100 až 150 miliard.
„Všechny neurony jsou navzájem propojeny komplikovanou sítí synapsí. Každý neuron je schopen navázat spojení s tisícem až pěti tisíci neurony a mimo to je také ještě v těsném kontaktu s gliovými buňkami. Vzájemné propojení neuronů není pevné, ale je vytvářeno pomocí synapsí, což znamená, že vždy je mezi dendrity a tělem neuronu nebo jeho axonem určitá mezera, kde probíhá výměna sodíkových, draslíkových a dalších iontů, které rozhodují o stavu klidu, nebo podráždění neuronu.“

## Bioelektrický potenciál
Každý neuron je bioelektricky aktivní. Jeho napětí je asi minus 75 milivoltů. Výměna iontů draslíku, sodíku, vápníku a chloru na synapsích vytvoří podráždění a změnu napětí z původního klidového záporného náboje. Neuron změní svůj elektrický náboj ze záporných 75 milivoltů na 55 kladných milivoltů, tedy celkem o +130 milivoltů. Z toho plyne, že návrat neuronu ke klidovému stavu je náročný z energetického hlediska, že spotřebovává energii. V rámci tohoto procesu zklidňování neuronu dochází k formování naší osobnosti a našeho myšlení.

## Reakce mozku na podnět
Jakýkoliv impulz na synapsi uvolní tisíce molekul neurotransmiterů. Díky nim dojde k zesílení nebo oslabení bioelektrických signálů. Reakce ale nejsou pouze zesílení a oslabení, ano-ne. Neurony se chovají jako živé organizmy. Tytéž podněty při různých příležitostech spouští různé reakce. Neurony se učí. Opakující se stimuly buď začnou ignorovat, nebo se k nim stanou více citlivé. Frekventované cesty jsou dobře průchozí a umožňují snazší průběh bioelektrického potenciálu při příští stimulaci. Často používané synapse se větví, zesilují, a zakřivují, takže vzruchy putují po těchto nervových dráhách rychleji a lépe. Synapse, které nejsou využívané, postupně degenerují. Pokud jde o intenzitu podnětů, pro naše myšlení nejsou vhodné žádné extrémní situace. Nedostatek podnětů i zahlcení vede k vážným zdravotním poruchám.

## Vztah informace a podnětu
Z obecné informace se při vstupu do mozku stane podnět. Při zpracování podnětu se z původní informace, z hodnotově neutrální suroviny, stává podnět, který se dále přeměňuje na poznatek, který již hodnotu má. Při zpracování tohoto podnětu v kontextu, při jeho porovnání s naším osobnostním fondem, vzniká znalost, která dále ovlivňuje nás i naši osobnost. Tento proces zpracování informací, které nás obklopují, je naprosto nezbytný pro náš život i pro náš osobní a pracovní vývoj. Umožňuje nám nejen přežít, ale i uplatnit se, v něčem vynikat a v neposlední řadě i začlenit se do společnosti.
Za jednu sekundu se na vstupní receptory naší centrální nervové soustavy dostane 109 bitů informací. Tyto informace naše receptory zaregistrují, ale my si to neuvědomujeme. Na základě zmíněného endoceptu a s pomocí filtru dojde k nutné redukci. Z původního bilionu informací přejde do vědomí pouze 102 bitů/s – desetimiliontina, pouze 101 bitů/s si krátkodobě uvědomíme a jen 100 bitů/s (což je jedna informace za sekundu) se zaznamená dlouhodobě. Z toho vyplývá, že mezi fyziologickou a psychologickou úrovní dojde ke ztrátě 107 bitů/s.